# ノジャン＝シュル＝マルヌ
ノジャン＝シュル＝マルヌ （Nogent-sur-Marne）は、フランス、イル＝ド＝フランス地域圏、ヴァル＝ド＝マルヌ県のコミューン。別名ラ・ヴィル・デュ・プティ・ヴァン・ブラン（la ville du petit vin blanc、白ワインのまち）とも呼ばれる。

## 地理
ヴァンセンヌの森と接する。ノートルダム・ド・パリの前にあるフランス国道ゼロ地点（fr）から約12kmの地点にある。広大なパリ盆地の中にあるノジャン＝シュル＝マルヌは、南側が丘の中腹、東側がマルヌ川の蛇行部分である。

## 交通
- 道路 - A4、A86
- 鉄道 - RER A線ノジャン＝シュル＝マルヌ駅。RER E線ノジャン＝ル＝ペロー駅。
- バス - RATP（fr）の6路線

## 由来
6世紀にはDe vico Novigentoの名があった。言語学者が主張するように全てのnogentは、典型的なガリア語のNovientum（数の9、または新しいという意味。noyon、nouvionも同様）から派生している。ガリア語の接尾辞-entは、土地を意味している。

## 歴史

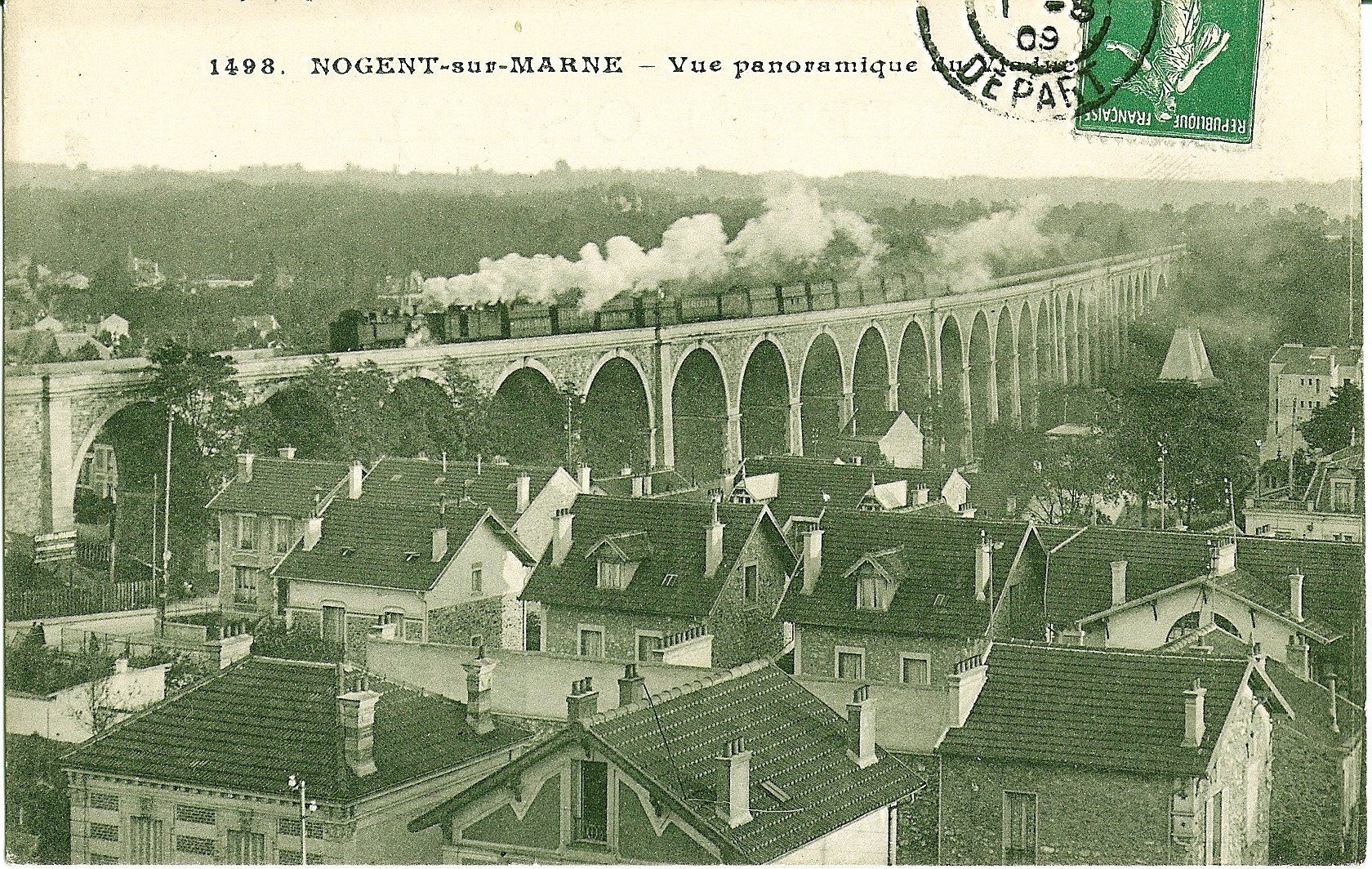
高架橋の上を走る蒸気機関車。

マルヌ川とヴァンセンヌの森に沿ったノジャン＝シュル＝マルヌは、ガロ＝ロマン時代につくられた町である。
キルペリック1世の宮殿はノジャンにあった。581年、トゥールのグレゴリウスは、王の気に入りの宮殿Novigentumについて記述した。クローヴィス1世やキルデベルト2世もノジャンに住んだ。
13世紀にノジャンに建てられたプレザンス城は、シャルル5世と王妃ジャンヌ・ド・ブルボンが暮らした。現在唯一残る痕跡は、庭園にある低い壁である。14世紀のボーテ＝シュル＝マルヌ城は王城であった。シャルル7世の愛妾アニェス・ソレルはこの城で暮らした。
17世紀のノジャン住民は農民が主であった。やがて中産階級がノジャンの田園の美しさを知って移り住んだ。画家ジャン・アントワーヌ・ワトー、聖職者で政治家のアンリ・ド・ポンポンヌらである。
1850年代、パリ - ミュールーズ線、バスティーユ - ラ・ヴァレンヌ線の2つの鉄道路線が敷かれた。オーヴェルニュ人がつくった水道橋は、普仏戦争さなかの1870年9月にベルギー人によって破壊された。イタリア人らが再建を行った。
都市の再建を行ったのがイタリア人住民の共同体であることは間違いない。高架橋の建設で1854年以降孤立してしまったル・ペロー＝シュル＝マルヌは、10年もの間もめた末に1887年に独立したコミューンとなった。道路網の充実でノジャンには新しい橋が架かり、学校や住宅が建てられて都市化が進んだ。

## 出身者
- クリスチャン・ヴァンデ：ドラマー
- バイサマ・サンコ：サッカー選手
- マガイェ・グエイェ：サッカー選手
- フランク・シニョリーノ：サッカー選手
- ジャン・ジロー：漫画家
- ロマン・ルギャック：フィギュアスケート選手
- フランソワ・カヴァナ：ジャーナリスト

## 姉妹都市
- イヴェルドン・レ・バン、スイス
- ジーグブルク、ドイツ
- ヴァル・ヌーレ、イタリア
- イェジン、レバノン
- ナザレ (ポルトガル)、ポルトガル
- ボレスワビェツ、ポーランド
- メトゥラ、イスラエル